# Nikolàievka (Bureiski)
Nikolàievka - Николаевка (rus) - és un poble a l'óblast de l'Amur, a Rússia, que el 2018 tenia 808 habitants, pertany al districte de Bureiski.
Nikolayevka es troba a 4 km a l'est de Novobureysky (el centre administratiu del districte) per carretera. Novobureysky és la localitat rural més propera.